# پینهورست (کارولینای شمالی)
پینهورست (به انگلیسی: Pinehurst) شهری در ایالت کارولینای شمالی کشور ایالات متحده آمریکا است که جمعیت آن در سرشماری سال ۲۰۱۰ میلادی، ۱۳٬۱۲۴ نفر بوده‌است.